# YoungBoy Never Broke Again/Diskografie
Diese Diskografie ist eine Übersicht über die musikalischen Werke der US-amerikanischen Rappers und Songwriters YoungBoy Never Broke Again. Den Schallplattenauszeichnungen zufolge hat er bisher mehr als 110,9 Millionen Tonträger verkauft, davon alleine in seiner Heimat über 109 Millionen. Seine erfolgreichste Veröffentlichung ist die Single Bandit mit über vier Millionen verkauften Einheiten.

## Alben

### Studioalben
| Jahr | Titel Musiklabel                                                    | Höchstplatzierung, Gesamtwochen, AuszeichnungChartplatzierungen (Jahr, Titel, Musiklabel, Platzierungen, Wochen, Auszeichnungen, Anmerkungen) | Höchstplatzierung, Gesamtwochen, AuszeichnungChartplatzierungen (Jahr, Titel, Musiklabel, Platzierungen, Wochen, Auszeichnungen, Anmerkungen) | Höchstplatzierung, Gesamtwochen, AuszeichnungChartplatzierungen (Jahr, Titel, Musiklabel, Platzierungen, Wochen, Auszeichnungen, Anmerkungen) | Höchstplatzierung, Gesamtwochen, AuszeichnungChartplatzierungen (Jahr, Titel, Musiklabel, Platzierungen, Wochen, Auszeichnungen, Anmerkungen) | Höchstplatzierung, Gesamtwochen, AuszeichnungChartplatzierungen (Jahr, Titel, Musiklabel, Platzierungen, Wochen, Auszeichnungen, Anmerkungen) | Höchstplatzierung, Gesamtwochen, AuszeichnungChartplatzierungen (Jahr, Titel, Musiklabel, Platzierungen, Wochen, Auszeichnungen, Anmerkungen) | Anmerkungen                              |
| Jahr | Titel Musiklabel                                                    | DE | AT | CH | UK | US | R&B | Anmerkungen                              |
| ---- | ------------------------------------------------------------------- | --- | --- | --- | --- | --- | --- | ---------------------------------------- |
| 2018 | Until Death Call My Name Never Broke Again • Atlantic Records (WMG) | — | — | — | — | US7 ×2Doppelplatin · (97 Wo.)US | R&B5 (34 Wo.)R&B | Erstveröffentlichung: 27. April 2018     |
| 2020 | Top Never Broke Again • Atlantic Records (WMG)                      | — | — | — | UK62 (1 Wo.)UK | US1 Platin · (120 Wo.)US | R&B1 (53 Wo.)R&B | Erstveröffentlichung: 11. September 2020 |
| 2021 | Sincerely, Kentrell Never Broke Again • Atlantic Records (WMG)      | — | — | — | UK47 (1 Wo.)UK | US1 Platin · (44 Wo.)US | R&B1 (22 Wo.)R&B | Erstveröffentlichung: 24. September 2021 |
| 2022 | The Last Slimeto Never Broke Again • Atlantic Records (WMG)         | — | — | — | UK87 (1 Wo.)UK | US2 Gold · (35 Wo.)US | R&B1 (15 Wo.)R&B | Erstveröffentlichung: 5. August 2022     |
| 2023 | I Rest My Case Never Broke Again • Motown Records (UMG)             | — | — | — | — | US9 (3 Wo.)US | R&B5 (2 Wo.)R&B | Erstveröffentlichung: 6. Januar 2023     |
| 2023 | Don’t Try This at Home Never Broke Again • Motown Records (UMG)     | — | — | — | — | US5 (9 Wo.)US | R&B1 (6 Wo.)R&B | Erstveröffentlichung: 21. April 2023     |
| 2025 | MASA Never Broke Again • Motown Records (UMG)                       | — | — | — | — | US6 (… Wo.)US | R&B3 (… Wo.)R&B | Erstveröffentlichung: 25. Juli 2025      |

### Kompilationen
| Jahr | Titel Musiklabel                                                                     | Höchstplatzierung, Gesamtwochen, AuszeichnungChartplatzierungen (Jahr, Titel, Musiklabel, Platzierungen, Wochen, Auszeichnungen, Anmerkungen) | Höchstplatzierung, Gesamtwochen, AuszeichnungChartplatzierungen (Jahr, Titel, Musiklabel, Platzierungen, Wochen, Auszeichnungen, Anmerkungen) | Höchstplatzierung, Gesamtwochen, AuszeichnungChartplatzierungen (Jahr, Titel, Musiklabel, Platzierungen, Wochen, Auszeichnungen, Anmerkungen) | Höchstplatzierung, Gesamtwochen, AuszeichnungChartplatzierungen (Jahr, Titel, Musiklabel, Platzierungen, Wochen, Auszeichnungen, Anmerkungen) | Höchstplatzierung, Gesamtwochen, AuszeichnungChartplatzierungen (Jahr, Titel, Musiklabel, Platzierungen, Wochen, Auszeichnungen, Anmerkungen) | Höchstplatzierung, Gesamtwochen, AuszeichnungChartplatzierungen (Jahr, Titel, Musiklabel, Platzierungen, Wochen, Auszeichnungen, Anmerkungen) | Anmerkungen                              |
| Jahr | Titel Musiklabel                                                                     | DE | AT | CH | UK | US | R&B | Anmerkungen                              |
| ---- | ------------------------------------------------------------------------------------ | --- | --- | --- | --- | --- | --- | ---------------------------------------- |
| 2018 | 4Respect 4Freedom 4Loyalty 4WhatImportant Never Broke Again • Atlantic Records (WMG) | — | — | — | — | US14 Platin · (37 Wo.)US | R&B10 (11 Wo.)R&B | Erstveröffentlichung: 14. September 2018 |
| 2022 | Lost Files Never Broke Again • Atlantic Records (WMG)                                | — | — | — | — | US45 (2 Wo.)US | R&B16 (1 Wo.)R&B | Erstveröffentlichung: 23. Dezember 2022  |

### Mixtapes
| Jahr | Titel Musiklabel | Höchstplatzierung, Gesamtwochen, AuszeichnungChartplatzierungen (Jahr, Titel, Musiklabel, Platzierungen, Wochen, Auszeichnungen, Anmerkungen) | Höchstplatzierung, Gesamtwochen, AuszeichnungChartplatzierungen (Jahr, Titel, Musiklabel, Platzierungen, Wochen, Auszeichnungen, Anmerkungen) | Höchstplatzierung, Gesamtwochen, AuszeichnungChartplatzierungen (Jahr, Titel, Musiklabel, Platzierungen, Wochen, Auszeichnungen, Anmerkungen) | Höchstplatzierung, Gesamtwochen, AuszeichnungChartplatzierungen (Jahr, Titel, Musiklabel, Platzierungen, Wochen, Auszeichnungen, Anmerkungen) | Höchstplatzierung, Gesamtwochen, AuszeichnungChartplatzierungen (Jahr, Titel, Musiklabel, Platzierungen, Wochen, Auszeichnungen, Anmerkungen) | Höchstplatzierung, Gesamtwochen, AuszeichnungChartplatzierungen (Jahr, Titel, Musiklabel, Platzierungen, Wochen, Auszeichnungen, Anmerkungen) | Anmerkungen                                              |
| Jahr | Titel Musiklabel | DE | AT | CH | UK | US | R&B | Anmerkungen                                              |
| ---- | --- | --- | --- | --- | --- | --- | --- | -------------------------------------------------------- |
| 2017 | A. I. YoungBoy Never Broke Again • Atlantic Records (WMG)                                                           | — | — | — | — | US24 Platin · (45 Wo.)US | R&B17 (33 Wo.)R&B | Erstveröffentlichung: 4. August 2017                     |
| 2017 | Fed Baby’s Never Broke Again • N-Less Entertainment (N-Less)                                                        | — | — | — | — | US21 (9 Wo.)US | R&B9 (4 Wo.)R&B | Erstveröffentlichung: 16. November 2017 mit Moneybagg Yo |
| 2018 | Master the Day of Judgement Never Broke Again (NBA)                                                                 | — | — | — | — | US139 (3 Wo.)US | — | Erstveröffentlichung: 19. Mai 2018                       |
| 2018 | Decided Never Broke Again (NBA)                                                                                     | — | — | — | — | US41 Gold · (10 Wo.)US | R&B23 (6 Wo.)R&B | Erstveröffentlichung: 7. September 2018                  |
| 2018 | Realer Interscope Records (UMG)                                                                                     | — | — | — | — | US15 Platin · (49 Wo.)US | R&B11 (23 Wo.)R&B | Erstveröffentlichung: 20. Dezember 2018                  |
| 2019 | AI YoungBoy 2 Never Broke Again • Atlantic Records (WMG)                                                            | — | — | — | UK84 (1 Wo.)UK | US1 ×2Doppelplatin · (124 Wo.)US | R&B1 (48 Wo.)R&B | Erstveröffentlichung: 11. Oktober 2019                   |
| 2020 | Still Flexin, Still Steppin Never Broke Again • Atlantic Records (WMG)                                              | — | — | — | UK83 (1 Wo.)UK | US2 Platin · (23 Wo.)US | R&B1 (12 Wo.)R&B | Erstveröffentlichung: 21. Februar 2020                   |
| 2020 | 38 Baby 2 Never Broke Again • Atlantic Records (WMG)                                                                | — | — | — | — | US1 Gold · (18 Wo.)US | R&B1 (8 Wo.)R&B | Erstveröffentlichung: 24. April 2020                     |
| 2020 | Until I Return Never Broke Again • Atlantic Records (WMG)                                                           | — | — | — | — | US10 (11 Wo.)US | R&B5 (5 Wo.)R&B | Erstveröffentlichung: 11. November 2020                  |
| 2020 | Nobody Safe Empire Records (Empire)                                                                                 | — | — | — | — | US43 (2 Wo.)US | R&B21 (1 Wo.)R&B | Erstveröffentlichung: 20. November 2020 mit Rich the Kid |
| 2021 | From the Bayou Cash Money Records • Big38 Enterprise (UMG)                                                          | — | — | — | — | US19 (11 Wo.)US | R&B9 (6 Wo.)R&B | Erstveröffentlichung: 10. Dezember 2021 mit Birdman      |
| 2022 | Colors Never Broke Again • Atlantic Records (WMG)                                                                   | — | — | — | — | US2 Gold · (21 Wo.)US | R&B1 (11 Wo.)R&B | Erstveröffentlichung: 21. Januar 2022                    |
| 2022 | Better Than You Interscope Records (UMG) • Atlantic Records (WMG)                                                   | — | — | — | — | US10 (5 Wo.)US | R&B7 (3 Wo.)R&B | Erstveröffentlichung: 4. März 2022 mit DaBaby            |
| 2022 | Realer 2 Never Broke Again • Atlantic Records (WMG)                                                                 | — | — | — | — | US6 (11 Wo.)US | R&B2 (7 Wo.)R&B | Erstveröffentlichung: 6. September 2022                  |
| 2022 | 3800 Degrees Never Broke Again • Atlantic Records (WMG)                                                             | — | — | — | — | US12 (2 Wo.)US | R&B6 (1 Wo.)R&B | Erstveröffentlichung: 7. Oktober 2022                    |
| 2022 | Ma’ I Got a Family (A Gangsta Grillz Special Edition Hosted by DJ Drama) Never Broke Again • Atlantic Records (WMG) | — | — | — | — | US7 (4 Wo.)US | R&B3 (3 Wo.)R&B | Erstveröffentlichung: 21. Oktober 2022 mit DJ Drama      |
| 2022 | 3860 Never Broke Again • Atlantic Records (WMG)                                                                     | — | — | — | — | US62 (1 Wo.)US | R&B24 (1 Wo.)R&B | Erstveröffentlichung: 25. November 2022 mit Quando Rondo |
| 2023 | Richest Opp Never Broke Again • Motown Records (UMG)                                                                | — | — | — | — | US4 (11 Wo.)US | R&B1 (7 Wo.)R&B | Erstveröffentlichung: 12. Mai 2023                       |
| 2023 | Decided 2 Never Broke Again • Motown Records (UMG)                                                                  | — | — | — | — | US17 (7 Wo.)US | R&B5 (5 Wo.)R&B | Erstveröffentlichung: 10. November 2023                  |
| 2025 | Deshawn Never Broke Again • Motown Records (UMG)                                                                    | — | — | — | — | US135 (… Wo.)US | — | Erstveröffentlichung: 12. August 2025                    |

Weitere Mixtapes
- 2015: Life Before Fame
- 2015: Mind of a Menace
- 2016: Mind of a Menace 2
- 2016: Before I Go
- 2016: 38 Baby (US: Gold)
- 2016: Mind of a Menace 3
- 2016: Before I Go: Reloaded
- 2017: Mind of a Menace 3: Reloaded
- 2022: Last Slimeto Sampler

### EPs
| Jahr | Titel                                  | Höchstplatzierung, Gesamtwochen, AuszeichnungChartplatzierungen (Jahr, Titel, Platzierungen, Wochen, Auszeichnungen, Anmerkungen) | Höchstplatzierung, Gesamtwochen, AuszeichnungChartplatzierungen (Jahr, Titel, Platzierungen, Wochen, Auszeichnungen, Anmerkungen) | Höchstplatzierung, Gesamtwochen, AuszeichnungChartplatzierungen (Jahr, Titel, Platzierungen, Wochen, Auszeichnungen, Anmerkungen) | Höchstplatzierung, Gesamtwochen, AuszeichnungChartplatzierungen (Jahr, Titel, Platzierungen, Wochen, Auszeichnungen, Anmerkungen) | Höchstplatzierung, Gesamtwochen, AuszeichnungChartplatzierungen (Jahr, Titel, Platzierungen, Wochen, Auszeichnungen, Anmerkungen) | Höchstplatzierung, Gesamtwochen, AuszeichnungChartplatzierungen (Jahr, Titel, Platzierungen, Wochen, Auszeichnungen, Anmerkungen) | Anmerkungen                             |
| Jahr | Titel                                  | DE | AT | CH | UK | US | R&B | Anmerkungen                             |
| ---- | -------------------------------------- | --- | --- | --- | --- | --- | --- | --------------------------------------- |
| 2017 | Ain’t Too Long Never Broke Again (NBA) | — | — | — | — | US173 (2 Wo.)US | — | Erstveröffentlichung: 7. Oktober 2017   |
| 2018 | 4Respect Selbstverlag                  | — | — | — | — | US19 (4 Wo.)US | R&B12 (3 Wo.)R&B | Erstveröffentlichung: 24. August 2018   |
| 2018 | 4Freedom Selbstverlag                  | — | — | — | — | US100 (2 Wo.)US | — | Erstveröffentlichung: 30. August 2018   |
| 2018 | 4Loyalty Selbstverlag                  | — | — | — | — | US97 (1 Wo.)US | — | Erstveröffentlichung: 6. September 2018 |

## Singles

### Als Leadmusiker
| Jahr | Titel Album                                    | Höchstplatzierung, Gesamtwochen, AuszeichnungChartplatzierungen (Jahr, Titel, Album, Platzierungen, Wochen, Auszeichnungen, Anmerkungen) | Höchstplatzierung, Gesamtwochen, AuszeichnungChartplatzierungen (Jahr, Titel, Album, Platzierungen, Wochen, Auszeichnungen, Anmerkungen) | Höchstplatzierung, Gesamtwochen, AuszeichnungChartplatzierungen (Jahr, Titel, Album, Platzierungen, Wochen, Auszeichnungen, Anmerkungen) | Höchstplatzierung, Gesamtwochen, AuszeichnungChartplatzierungen (Jahr, Titel, Album, Platzierungen, Wochen, Auszeichnungen, Anmerkungen) | Höchstplatzierung, Gesamtwochen, AuszeichnungChartplatzierungen (Jahr, Titel, Album, Platzierungen, Wochen, Auszeichnungen, Anmerkungen) | Höchstplatzierung, Gesamtwochen, AuszeichnungChartplatzierungen (Jahr, Titel, Album, Platzierungen, Wochen, Auszeichnungen, Anmerkungen) | Anmerkungen                                                                |
| Jahr | Titel Album                                    | DE | AT | CH | UK | US | R&B | Anmerkungen                                                                |
| --- | ---------------------------------------------- | --- | --- | --- | --- | --- | --- | -------------------------------------------------------------------------- |
| 2017 | Untouchable A. I. YoungBoy                     | — | — | — | — | US95 ×2Doppelplatin · (2 Wo.)US | R&B39 (5 Wo.)R&B | Erstveröffentlichung: 30. Mai 2017                                         |
| 2017 | No Smoke A. I. YoungBoy                        | — | — | — | — | US61 ×3Dreifachplatin · (18 Wo.)US | R&B29 (20 Wo.)R&B | Erstveröffentlichung: 3. August 2017                                       |
| 2018 | Outside Today Until Death Call My Name         | — | — | — | — | US31 ×4Vierfachplatin · (19 Wo.)US | R&B18 (18 Wo.)R&B | Erstveröffentlichung: 6. Januar 2018                                       |
| 2018 | Solar Eclipse Until Death Call My Name         | — | — | — | — | US— ×2DoppelplatinUS | R&B46 (1 Wo.)R&B | Erstveröffentlichung: 11. Januar 2018                                      |
| 2018 | Right or Wrong Until Death Call My Name        | — | — | — | — | — | — | Erstveröffentlichung: 16. März 2018 feat. Future                           |
| 2018 | Diamond Teeth Samurai Until Death Call My Name | — | — | — | — | US59 Platin · (5 Wo.)US | R&B30 (4 Wo.)R&B | Erstveröffentlichung: 2. April 2018                                        |
| 2018 | Genie Until Death Call My Name                 | — | — | — | — | US— ×3DreifachplatinUS | — | Erstveröffentlichung: 8. Juni 2018                                         |
| 2019 | Self Control AI YoungBoy 2                     | — | — | — | — | US50 ×2Doppelplatin · (11 Wo.)US | R&B24 (12 Wo.)R&B | Erstveröffentlichung: 6. September 2019                                    |
| 2019 | Dirty Iyanna –                                 | — | — | — | — | US67 (1 Wo.)US | R&B28 (1 Wo.)R&B | Erstveröffentlichung: 12. Dezember 2019                                    |
| 2020 | Make No Sense AI YoungBoy 2                    | — | — | — | UK— SilberUK | US57 ×2Doppelplatin · (20 Wo.)US | R&B27 (20 Wo.)R&B | Erstveröffentlichung: 18. Januar 2020                                      |
| 2020 | One Shot Road To Fast 9 Mixtape                | — | — | — | — | US94 Gold · (1 Wo.)US | R&B43 (1 Wo.)R&B | Erstveröffentlichung: 18. Juni 2020 feat. Lil Baby                         |
| 2020 | All In Top                                     | — | — | — | — | US67 Platin · (3 Wo.)US | R&B23 (7 Wo.)R&B | Erstveröffentlichung: 3. August 2020                                       |
| 2020 | Kacey Talk Top                                 | — | — | — | — | US50 ×2Doppelplatin · (16 Wo.)US | R&B19 (21 Wo.)R&B | Erstveröffentlichung: 13. August 2020                                      |
| 2020 | Callin Top                                     | — | — | — | — | US— GoldUS | R&B42 (2 Wo.)R&B | Erstveröffentlichung: 1. September 2020 feat. Snoop Dogg                   |
| 2020 | What That Speed Bout!? –                       | — | — | — | — | US35 (1 Wo.)US | R&B11 (1 Wo.)R&B | Erstveröffentlichung: 6. November 2020 mit Mike Will Made It & Nicki Minaj |
| 2021 | Toxic Punk Sincerely, Kentrell                 | — | — | — | — | US99 Gold · (1 Wo.)US | R&B49 (1 Wo.)R&B | Erstveröffentlichung: 2. Februar 2021                                      |
| 2021 | White Teeth Sincerely, Kentrell                | — | — | — | — | US78 Gold · (1 Wo.)US | R&B39 (1 Wo.)R&B | Erstveröffentlichung: 13. Mai 2021                                         |
| 2021 | Nevada Sincerely, Kentrell                     | — | — | — | — | US58 Platin · (4 Wo.)US | R&B23 (14 Wo.)R&B | Erstveröffentlichung: 7. Juli 2021                                         |
| 2021 | Black Ball From the Bayou                      | — | — | — | — | US93 Platin · (1 Wo.)US | R&B31 (8 Wo.)R&B | Erstveröffentlichung: 17. Dezember 2021 mit Birdman                        |
| 2022 | I Hate YoungBoy Last Slimeto Sampler           | — | — | — | — | US79 Gold · (3 Wo.)US | R&B26 (8 Wo.)R&B | Erstveröffentlichung: 27. Februar 2022                                     |
| 2022 | Neighborhood Superstar Better Than You         | — | — | — | — | US89 (1 Wo.)US | R&B31 (2 Wo.)R&B | Erstveröffentlichung: 25. Februar 2022 mit DaBaby                          |
| 2022 | Vette Motors The Last Slimeto                  | — | — | — | — | US62 Gold · (3 Wo.)US | R&B19 (11 Wo.)R&B | Erstveröffentlichung: 9. Juni 2022                                         |
| 2022 | Late to Da Party –                             | — | — | — | — | US67 (1 Wo.)US | R&B16 (2 Wo.)R&B | Erstveröffentlichung: 24. Juni 2022 mit Lil Nas X                          |
| 2023 | WTF Don’t Try This at Home                     | — | — | — | — | US99 (1 Wo.)US | R&B32 (3 Wo.)R&B | Erstveröffentlichung: 7. April 2023 feat. Nicki Minaj                      |
| 2023 | Better Than Ever Decided 2                     | — | — | — | — | US99 (1 Wo.)US | R&B25 (1 Wo.)R&B | Erstveröffentlichung: 10. November 2023 feat. Rod Wave                     |
| 2023 | Run –                                          | — | — | — | — | — | R&B49 (1 Wo.)R&B | Erstveröffentlichung: 1. Dezember 2023                                     |
| 2024 | Fuck Niggaz –                                  | — | — | — | — | — | R&B48 (1 Wo.)R&B | Erstveröffentlichung: 6. Februar 2024                                      |
| 2025 | Shot Callin –                                  | — | — | — | — | — | R&B25 (5 Wo.)R&B | Erstveröffentlichung: 6. Mai 2025                                          |
| 2025 | Finest –                                       | — | — | — | — | — | R&B22 (2 Wo.)R&B | Erstveröffentlichung: 23. Mai 2025                                         |
| 2025 | Top Tingz –                                    | — | — | — | — | — | R&B28 (1 Wo.)R&B | Erstveröffentlichung: 23. Mai 2025                                         |
| Folgende Lieder erschienen nicht als Single, wurden aber durch das Album zum Download und Streaming bereitgestellt und konnten somit eine Platzierung erlangen: |                                                | | | | | | |                                                                            |
| |                                                | | | | | | |                                                                            |
| 2018 | Overdose Until Death Call My Name              | — | — | — | — | US42 Platin · (9 Wo.)US | R&B22 (9 Wo.)R&B |                                                                            |
| 2018 | Preach Until Death Call My Name                | — | — | — | — | US98 Platin · (1 Wo.)US | — |                                                                            |
| 2018 | I Am Who They Say I Am 4Respect                | — | — | — | — | US69 ×2Doppelplatin · (2 Wo.)US | R&B24 (4 Wo.)R&B | feat. Kevin Gates & Quando Rondo                                           |
| 2018 | TTG 4Respect                                   | — | — | — | — | US— PlatinUS | R&B45 (1 Wo.)R&B | feat. Kevin Gates                                                          |
| 2018 | Slime Belief Realer                            | — | — | — | — | US— ×2DoppelplatinUS | R&B49 (2 Wo.)R&B |                                                                            |
| 2018 | Valuable Pain Realer                           | — | — | — | — | US87 ×3Dreifachplatin · (2 Wo.)US | R&B40 (6 Wo.)R&B |                                                                            |
| 2019 | Lonely Child AI YoungBoy 2                     | — | — | — | — | US44 Platin · (7 Wo.)US | R&B22 (9 Wo.)R&B | Charteinstieg: 26. Oktober 2019                                            |
| 2019 | Carter Son AI YoungBoy 2                       | — | — | — | — | US62 Gold · (2 Wo.)US | R&B32 (2 Wo.)R&B | Charteinstieg: 26. Oktober 2019                                            |
| 2019 | Hot Now AI YoungBoy 2                          | — | — | — | — | US66 Platin · (5 Wo.)US | R&B34 (6 Wo.)R&B | Charteinstieg: 26. Oktober 2019                                            |
| 2019 | In Control AI YoungBoy 2                       | — | — | — | — | US73 Gold · (2 Wo.)US | R&B37 (2 Wo.)R&B | Charteinstieg: 26. Oktober 2019                                            |
| 2019 | Time I’m On AI YoungBoy 2                      | — | — | — | — | US79 Gold · (1 Wo.)US | R&B39 (1 Wo.)R&B | Charteinstieg: 26. Oktober 2019                                            |
| 2019 | Rich as Hell AI YoungBoy 2                     | — | — | — | — | US79 Gold · (2 Wo.)US | R&B38 (2 Wo.)R&B | Charteinstieg: 26. Oktober 2019                                            |
| 2020 | Lil Top Still Flexin, Still Steppin            | — | — | — | — | US28 ×3Dreifachplatin · (2 Wo.)US | R&B14 (2 Wo.)R&B | Charteinstieg: 7. März 2020                                                |
| 2020 | Red Eye Still Flexin, Still Steppin            | — | — | — | — | US47 Platin · (1 Wo.)US | R&B21 (1 Wo.)R&B | Charteinstieg: 7. März 2020                                                |
| 2020 | Fine By Time Still Flexin, Still Steppin       | — | — | — | — | US58 Gold · (1 Wo.)US | R&B28 (1 Wo.)R&B | Charteinstieg: 7. März 2020                                                |
| 2020 | Bad Bad Still Flexin, Still Steppin            | — | — | — | — | US59 Platin · (1 Wo.)US | R&B30 (1 Wo.)R&B | Charteinstieg: 7. März 2020                                                |
| 2020 | Knocked Off Still Flexin, Still Steppin        | — | — | — | — | US60 Gold · (1 Wo.)US | R&B29 (1 Wo.)R&B | Charteinstieg: 7. März 2020                                                |
| 2020 | RIP Lil Phat Still Flexin, Still Steppin       | — | — | — | — | US80 (1 Wo.)US | R&B38 (1 Wo.)R&B | Charteinstieg: 7. März 2020                                                |
| 2020 | Long RD Still Flexin, Still Steppin            | — | — | — | — | US85 Gold · (1 Wo.)US | R&B40 (1 Wo.)R&B | Charteinstieg: 7. März 2020                                                |
| 2020 | Bat Man Still Flexin, Still Steppin            | — | — | — | — | US89 (1 Wo.)US | R&B42 (1 Wo.)R&B | Charteinstieg: 7. März 2020                                                |
| 2020 | Suited Panamera Still Flexin, Still Steppin    | — | — | — | — | — | R&B48 (1 Wo.)R&B | Charteinstieg: 7. März 2020 feat. Quando Rondo                             |
| 2020 | Ain’t Easy 38 Baby 2                           | — | — | — | — | US82 (1 Wo.)US | R&B37 (1 Wo.)R&B | Charteinstieg: 9. Mai 2020                                                 |
| 2020 | Diamonds 38 Baby 2                             | — | — | — | — | US86 (1 Wo.)US | R&B39 (1 Wo.)R&B | Charteinstieg: 9. Mai 2020                                                 |
| 2020 | Bout My Business 38 Baby 2                     | — | — | — | — | US90 (1 Wo.)US | R&B42 (1 Wo.)R&B | Charteinstieg: 9. Mai 2020 feat. Sherhonda Gaulden                         |
| 2020 | Rough Ryder 38 Baby 2                          | — | — | — | — | US92 (1 Wo.)US | R&B44 (1 Wo.)R&B | Charteinstieg: 9. Mai 2020                                                 |
| 2020 | Thug of Spades 38 Baby 2                       | — | — | — | — | US99 (1 Wo.)US | R&B49 (1 Wo.)R&B | Charteinstieg: 9. Mai 2020 feat. DaBaby                                    |
| 2020 | My Window Top                                  | — | — | — | — | US35 Gold · (2 Wo.)US | R&B14 (3 Wo.)R&B | Charteinstieg: 26. September 2020 feat. Lil Wayne                          |
| 2020 | Drug Addiction Top                             | — | — | — | — | US44 Gold · (2 Wo.)US | R&B17 (3 Wo.)R&B | Charteinstieg: 26. September 2020                                          |
| 2020 | Dead Trollz Top                                | — | — | — | — | US72 Gold · (1 Wo.)US | R&B26 (1 Wo.)R&B | Charteinstieg: 26. September 2020                                          |
| 2020 | Cross Roads Top                                | — | — | — | — | US76 Gold · (1 Wo.)US | R&B18 (1 Wo.)R&B | Charteinstieg: 26. September 2020                                          |
| 2020 | The Last Backyard… Top                         | — | — | — | — | US81 (1 Wo.)US | R&B31 (1 Wo.)R&B | Charteinstieg: 26. September 2020                                          |
| 2020 | Right Foot Creep Top                           | — | — | — | — | US88 Gold · (1 Wo.)US | R&B35 (1 Wo.)R&B | Charteinstieg: 26. September 2020                                          |
| 2020 | Dirty Stick Top                                | — | — | — | — | US98 (1 Wo.)US | R&B40 (1 Wo.)R&B | Charteinstieg: 26. September 2020                                          |
| 2020 | Murder Business Top                            | — | — | — | — | US— GoldUS | R&B41 (2 Wo.)R&B | Charteinstieg: 26. September 2020                                          |
| 2020 | I’m Up Top                                     | — | — | — | — | — | R&B43 (1 Wo.)R&B | Charteinstieg: 26. September 2020                                          |
| 2020 | Off Season Top                                 | — | — | — | — | — | R&B44 (1 Wo.)R&B | Charteinstieg: 26. September 2020                                          |
| 2020 | To My Lowest Top                               | — | — | — | — | US— GoldUS | R&B45 (1 Wo.)R&B | Charteinstieg: 26. September 2020                                          |
| 2021 | Bad Morning Sincerely, Kentrell                | — | — | — | — | US28 Gold · (3 Wo.)US | R&B9 (3 Wo.)R&B | Charteinstieg: 9. Oktober 2021                                             |
| 2021 | On My Side Sincerely, Kentrell                 | — | — | — | — | US37 (2 Wo.)US | R&B12 (3 Wo.)R&B | Charteinstieg: 9. Oktober 2021                                             |
| 2021 | No Where Sincerely, Kentrell                   | — | — | — | — | US40 Gold · (2 Wo.)US | R&B14 (2 Wo.)R&B | Charteinstieg: 9. Oktober 2021                                             |
| 2021 | Life Support Sincerely, Kentrell               | — | — | — | — | US48 Gold · (5 Wo.)US | R&B17 (8 Wo.)R&B | Charteinstieg: 9. Oktober 2021                                             |
| 2021 | Hold Me Down Sincerely, Kentrell               | — | — | — | — | US53 (1 Wo.)US | R&B20 (1 Wo.)R&B | Charteinstieg: 9. Oktober 2021                                             |
| 2021 | 50 Shots Sincerely, Kentrell                   | — | — | — | — | US59 (1 Wo.)US | R&B24 (1 Wo.)R&B | Charteinstieg: 9. Oktober 2021                                             |
| 2021 | Smoke Strong Sincerely, Kentrell               | — | — | — | — | US61 (1 Wo.)US | R&B26 (1 Wo.)R&B | Charteinstieg: 9. Oktober 2021                                             |
| 2021 | Break or Make Me Sincerely, Kentrell           | — | — | — | — | US62 (1 Wo.)US | R&B27 (1 Wo.)R&B | Charteinstieg: 9. Oktober 2021                                             |
| 2021 | Sincerely Sincerely, Kentrell                  | — | — | — | — | US67 (1 Wo.)US | R&B29 (1 Wo.)R&B | Charteinstieg: 9. Oktober 2021                                             |
| 2021 | I Can’t Take It Back Sincerely, Kentrell       | — | — | — | — | US69 (1 Wo.)US | R&B30 (1 Wo.)R&B | Charteinstieg: 9. Oktober 2021                                             |
| 2021 | Forgiato Sincerely, Kentrell                   | — | — | — | — | US80 (1 Wo.)US | R&B38 (1 Wo.)R&B | Charteinstieg: 9. Oktober 2021                                             |
| 2021 | Rich Shit Sincerely, Kentrell                  | — | — | — | — | US83 (1 Wo.)US | R&B39 (1 Wo.)R&B | Charteinstieg: 9. Oktober 2021                                             |
| 2021 | Baddest Thing Sincerely, Kentrell              | — | — | — | — | US92 (1 Wo.)US | R&B44 (1 Wo.)R&B | Charteinstieg: 9. Oktober 2021                                             |
| 2021 | Heart & Soul From the Bayou                    | — | — | — | — | US— GoldUS | R&B29 (4 Wo.)R&B | Charteinstieg: 25. Dezember 2021 mit Birdman                               |
| 2022 | No Switch Colors                               | — | — | — | — | US58 Gold · (2 Wo.)US | R&B16 (4 Wo.)R&B | Charteinstieg: 5. Februar 2022                                             |
| 2022 | Bring It On Colors                             | — | — | — | — | US60 (1 Wo.)US | R&B19 (2 Wo.)R&B | Charteinstieg: 5. Februar 2022                                             |
| 2022 | Know Like I Know Colors                        | — | — | — | — | US74 (1 Wo.)US | R&B29 (1 Wo.)R&B | Charteinstieg: 5. Februar 2022                                             |
| 2022 | 2Hoo Colors                                    | — | — | — | — | US86 (1 Wo.)US | R&B32 (1 Wo.)R&B | Charteinstieg: 5. Februar 2022                                             |
| 2022 | Long Live Colors                               | — | — | — | — | US87 (1 Wo.)US | R&B33 (1 Wo.)R&B | Charteinstieg: 5. Februar 2022                                             |
| 2022 | Dis & That Colors                              | — | — | — | — | US89 (1 Wo.)US | R&B35 (1 Wo.)R&B | Charteinstieg: 5. Februar 2022                                             |
| 2022 | Smoke One Colors                               | — | — | — | — | US97 (1 Wo.)US | R&B40 (1 Wo.)R&B | Charteinstieg: 5. Februar 2022                                             |
| 2022 | Expensive Taste Colors                         | — | — | — | — | — | R&B44 (1 Wo.)R&B | Charteinstieg: 5. Februar 2022                                             |
| 2022 | Gangsta Colors                                 | — | — | — | — | — | R&B49 (1 Wo.)R&B | Charteinstieg: 5. Februar 2022 feat. Quando Rondo                          |
| 2022 | How You Been Colors                            | — | — | — | — | — | R&B50 (1 Wo.)R&B | Charteinstieg: 5. Februar 2022                                             |
| 2022 | 4KT Baby Last Slimeto Sampler                  | — | — | — | — | US96 (1 Wo.)US | R&B30 (1 Wo.)R&B | Charteinstieg: 16. April 2022                                              |
| 2022 | Loner Life Last Slimeto Sampler                | — | — | — | — | — | R&B37 (1 Wo.)R&B | Charteinstieg: 16. April 2022                                              |
| 2022 | Wagwan Last Slimeto Sampler                    | — | — | — | — | — | R&B41 (1 Wo.)R&B | Charteinstieg: 16. April 2022                                              |
| 2022 | Wagwan Last Slimeto Sampler                    | — | — | — | — | — | R&B41 (1 Wo.)R&B | Charteinstieg: 16. April 2022                                              |
| 2022 | The North Bleeding Last Slimeto Sampler        | — | — | — | — | — | R&B46 (1 Wo.)R&B | Charteinstieg: 16. April 2022                                              |
| 2022 | Acclaimed Emotions Last Slimeto Sampler        | — | — | — | — | — | R&B49 (1 Wo.)R&B | Charteinstieg: 16. April 2022                                              |
| 2022 | Bestie Better Than You                         | — | — | — | — | — | R&B41 (6 Wo.)R&B | Charteinstieg: 30. April 2022 mit DaBaby                                   |
| 2022 | Turbo Better Than You                          | — | — | — | — | — | R&B46 (1 Wo.)R&B | Charteinstieg: 30. April 2022                                              |
| 2022 | Umm Hmm The Last Slimeto                       | — | — | — | — | US37 (1 Wo.)US | R&B11 (3 Wo.)R&B | Charteinstieg: 20. August 2022                                             |
| 2022 | I Know The Last Slimeto                        | — | — | — | — | US46 (1 Wo.)US | R&B13 (1 Wo.)R&B | Charteinstieg: 20. August 2022                                             |
| 2022 | Home Ain’t Home The Last Slimeto               | — | — | — | — | US47 (1 Wo.)US | R&B14 (1 Wo.)R&B | Charteinstieg: 20. August 2022 feat. Rod Wave                              |
| 2022 | Fuck da Industry The Last Slimeto              | — | — | — | — | US63 (1 Wo.)US | R&B20 (1 Wo.)R&B | Charteinstieg: 20. August 2022                                             |
| 2022 | Free Dem 5’s The Last Slimeto                  | — | — | — | — | US68 (1 Wo.)US | R&B23 (1 Wo.)R&B | Charteinstieg: 20. August 2022                                             |
| 2022 | Lost Soul Survivor The Last Slimeto            | — | — | — | — | US75 (1 Wo.)US | R&B25 (1 Wo.)R&B | Charteinstieg: 20. August 2022                                             |
| 2022 | Hold Your Own The Last Slimeto                 | — | — | — | — | US83 (1 Wo.)US | R&B28 (1 Wo.)R&B | Charteinstieg: 20. August 2022                                             |
| 2022 | Top Sound The Last Slimeto                     | — | — | — | — | US86 (1 Wo.)US | R&B30 (1 Wo.)R&B | Charteinstieg: 20. August 2022                                             |
| 2022 | Kamikaze The Last Slimeto                      | — | — | — | — | US88 (1 Wo.)US | R&B32 (1 Wo.)R&B | Charteinstieg: 20. August 2022                                             |
| 2022 | My Time The Last Slimeto                       | — | — | — | — | US90 (1 Wo.)US | R&B34 (1 Wo.)R&B | Charteinstieg: 20. August 2022                                             |
| 2022 | 7 Days The Last Slimeto                        | — | — | — | — | US100 (1 Wo.)US | R&B38 (1 Wo.)R&B | Charteinstieg: 20. August 2022                                             |
| 2022 | My Go To The Last Slimeto                      | — | — | — | — | — | R&B39 (1 Wo.)R&B | Charteinstieg: 20. August 2022 feat. Kehlani                               |
| 2022 | Digital The Last Slimeto                       | — | — | — | — | — | R&B41 (1 Wo.)R&B | Charteinstieg: 20. August 2022                                             |
| 2022 | Stay The Same The Last Slimeto                 | — | — | — | — | — | R&B45 (1 Wo.)R&B | Charteinstieg: 20. August 2022                                             |
| 2022 | Proof The Last Slimeto                         | — | — | — | — | — | R&B48 (1 Wo.)R&B | Charteinstieg: 20. August 2022                                             |
| 2022 | Swerving The Last Slimeto                      | — | — | — | — | — | R&B50 (1 Wo.)R&B | Charteinstieg: 20. August 2022                                             |
| 2022 | Put It on Me Realer 2                          | — | — | — | — | US63 (5 Wo.)US | R&B16 (8 Wo.)R&B | Charteinstieg: 24. September 2022                                          |
| 2022 | Purge Me Realer 2                              | — | — | — | — | US95 (1 Wo.)US | R&B30 (2 Wo.)R&B | Charteinstieg: 24. September 2022                                          |
| 2022 | To the Bone Only Built for Infinity Links      | — | — | — | — | US83 (1 Wo.)US | R&B24 (3 Wo.)R&B | Charteinstieg: 22. Oktober 2022 mit Quavo & Takeoff                        |
| 2023 | Big Truck Don’t Try This at Home               | — | — | — | — | US100 (1 Wo.)US | R&B28 (3 Wo.)R&B | Charteinstieg: 6. Mai 2023                                                 |
| 2023 | Bitch Let’s Do It Richest Opp                  | — | — | — | — | US62 (1 Wo.)US | R&B17 (5 Wo.)R&B | Charteinstieg: 27. Mai 2023                                                |
| 2023 | Fuck the Industry Pt. 2 Richest Opp            | — | — | — | — | US87 (1 Wo.)US | R&B28 (1 Wo.)R&B | Charteinstieg: 27. Mai 2023                                                |
| 2023 | I Heard Richest Opp                            | — | — | — | — | US98 (1 Wo.)US | R&B31 (1 Wo.)R&B | Charteinstieg: 27. Mai 2023                                                |

### Als Gastmusiker
| Jahr | Titel Album                                      | Höchstplatzierung, Gesamtwochen, AuszeichnungChartplatzierungen (Jahr, Titel, Album, Platzierungen, Wochen, Auszeichnungen, Anmerkungen) | Höchstplatzierung, Gesamtwochen, AuszeichnungChartplatzierungen (Jahr, Titel, Album, Platzierungen, Wochen, Auszeichnungen, Anmerkungen) | Höchstplatzierung, Gesamtwochen, AuszeichnungChartplatzierungen (Jahr, Titel, Album, Platzierungen, Wochen, Auszeichnungen, Anmerkungen) | Höchstplatzierung, Gesamtwochen, AuszeichnungChartplatzierungen (Jahr, Titel, Album, Platzierungen, Wochen, Auszeichnungen, Anmerkungen) | Höchstplatzierung, Gesamtwochen, AuszeichnungChartplatzierungen (Jahr, Titel, Album, Platzierungen, Wochen, Auszeichnungen, Anmerkungen) | Höchstplatzierung, Gesamtwochen, AuszeichnungChartplatzierungen (Jahr, Titel, Album, Platzierungen, Wochen, Auszeichnungen, Anmerkungen) | Anmerkungen                                                                                     |
| Jahr | Titel Album                                      | DE | AT | CH | UK | US | R&B | Anmerkungen                                                                                     |
| --- | ------------------------------------------------ | --- | --- | --- | --- | --- | --- | ----------------------------------------------------------------------------------------------- |
| 2019 | Bandit Death Race for Love (Bonus Track Version) | DE— GoldDE | AT70 (3 Wo.)AT | CH58 (8 Wo.)CH | UK47 Platin · (14 Wo.)UK | US10 ×3Dreifachplatin · (20 Wo.)US | R&B5 (20 Wo.)R&B | Erstveröffentlichung: 4. Oktober 2019 Juice Wrld feat. YoungBoy Never Broke Again               |
| 2020 | Need It Culture III                              | — | — | — | UK— SilberUK | US62 (15 Wo.)US | R&B27 (19 Wo.)R&B | Erstveröffentlichung: 22. Mai 2020 Migos feat. YoungBoy Never Broke Again                       |
| 2022 | Flossin’ –                                       | — | — | — | — | US72 (1 Wo.)US | R&B27 (1 Wo.)R&B | Erstveröffentlichung: 21. Januar 2022 Internet Money feat. YoungBoy Never Broke Again           |
| Folgende Lieder erschienen nicht als Single, wurden aber durch das Album zum Download und Streaming bereitgestellt und konnten somit eine Platzierung erlangen: |                                                  | | | | | | |                                                                                                 |
| |                                                  | | | | | | |                                                                                                 |
| 2017 | Beast Mode The Bigger Artist                     | — | — | — | — | US86 Platin · (1 Wo.)US | R&B38 (1 Wo.)R&B | A Boogie wit da Hoodie feat. PnB Rock & YoungBoy Never Broke Again                              |
| 2018 | NBA Youngboat Lil Boat 2                         | — | — | — | — | US63 Platin · (4 Wo.)US | R&B31 (4 Wo.)R&B | Lil Yachty feat. YoungBoy Never Broke Again                                                     |
| 2019 | Hate Me A Love Letter to You 4                   | — | — | — | — | US84 Platin · (1 Wo.)US | R&B38 (1 Wo.)R&B | Trippie Redd feat. YoungBoy Never Broke Again                                                   |
| 2020 | Jump Blame It on Baby                            | — | — | — | — | US17 Gold · (4 Wo.)US | R&B9 (6 Wo.)R&B | Charteinstieg: 2. Mai 2020 DaBaby feat. YoungBoy Never Broke Again                              |
| 2020 | Trillionaire High Off Life                       | — | — | — | UK85 (1 Wo.)UK | US34 Platin · (2 Wo.)US | R&B16 (5 Wo.)R&B | Charteinstieg: 30. Mai 2020 Future feat. YoungBoy Never Broke Again                             |
| 2020 | Tragic F*ck Love (Savage)                        | — | — | — | — | US76 Platin · (1 Wo.)US | R&B30 (1 Wo.)R&B | Charteinstieg: 21. November 2020 The Kid Laroi feat. YoungBoy Never Broke Again                 |
| 2021 | WusYaName Call Me If You Get Lost                | — | — | — | UK25 Silber · (3 Wo.)UK | US14 ×2Doppelplatin · (7 Wo.)US | R&B6 (9 Wo.)R&B | Charteinstieg: 8. Juli 2021 Tyler, the Creator feat. YoungBoy Never Broke Again & Ty Dolla Sign |
| 2023 | Shmunk AftërLyfe                                 | — | — | — | — | US83 (1 Wo.)US | R&B29 (1 Wo.)R&B | Yeat feat. YoungBoy Never Broke Again                                                           |

## Promoveröffentlichungen
Promo-Singles

| Jahr | Titel Album           | Höchstplatzierung, Gesamtwochen, AuszeichnungChartplatzierungen (Jahr, Titel, Album, Platzierungen, Wochen, Auszeichnungen, Anmerkungen) | Höchstplatzierung, Gesamtwochen, AuszeichnungChartplatzierungen (Jahr, Titel, Album, Platzierungen, Wochen, Auszeichnungen, Anmerkungen) | Höchstplatzierung, Gesamtwochen, AuszeichnungChartplatzierungen (Jahr, Titel, Album, Platzierungen, Wochen, Auszeichnungen, Anmerkungen) | Höchstplatzierung, Gesamtwochen, AuszeichnungChartplatzierungen (Jahr, Titel, Album, Platzierungen, Wochen, Auszeichnungen, Anmerkungen) | Höchstplatzierung, Gesamtwochen, AuszeichnungChartplatzierungen (Jahr, Titel, Album, Platzierungen, Wochen, Auszeichnungen, Anmerkungen) | Höchstplatzierung, Gesamtwochen, AuszeichnungChartplatzierungen (Jahr, Titel, Album, Platzierungen, Wochen, Auszeichnungen, Anmerkungen) | Anmerkungen                           |
| Jahr | Titel Album           | DE | AT | CH | UK | US | R&B | Anmerkungen                           |
| ---- | --------------------- | --- | --- | --- | --- | --- | --- | ------------------------------------- |
| 2022 | Fish Scale Colors     | — | — | — | — | US68 Gold · (3 Wo.)US | R&B23 (4 Wo.)R&B | Erstveröffentlichung: 5. Januar 2022  |
| 2022 | Bring the Hook Colors | — | — | — | — | US61 Gold · (2 Wo.)US | R&B19 (4 Wo.)R&B | Erstveröffentlichung: 12. Januar 2022 |
| 2023 | Black I Rest My Case  | — | — | — | — | US93 (1 Wo.)US | R&B39 (1 Wo.)R&B | Erstveröffentlichung: 4. Januar 2023  |
| 2025 | Kickboxer –           | — | — | — | — | — | R&B29 (1 Wo.)R&B | Erstveröffentlichung: 4. Juli 2025    |
| 2025 | Peepin –              | — | — | — | — | — | R&B40 (1 Wo.)R&B | Erstveröffentlichung: 4. Juli 2025    |
| 2025 | MASA –                | — | — | — | — | — | R&B42 (1 Wo.)R&B | Erstveröffentlichung: 4. Juli 2025    |
| 2025 | Priorities –          | — | — | — | — | — | R&B43 (1 Wo.)R&B | Erstveröffentlichung: 4. Juli 2025    |
| 2025 | Diesel –              | — | — | — | — | — | R&B44 (1 Wo.)R&B | Erstveröffentlichung: 4. Juli 2025    |
| 2025 | When Time Pass –      | — | — | — | — | — | R&B45 (1 Wo.)R&B | Erstveröffentlichung: 4. Juli 2025    |

## Statistik

### Chartauswertung
|                     | DE    | AT    | CH    | UK    | US     | R&B      |
| ------------------- | ----- | ----- | ----- | ----- | ------ | -------- |
| Nummer-eins-Alben   | DE—DE | AT—AT | CH—CH | UK—UK | US4US  | R&B9R&B  |
| Top-10-Alben        | DE—DE | AT—AT | CH—CH | UK—UK | US15US | R&B20R&B |
| Alben in den Charts | DE—DE | AT—AT | CH—CH | UK5UK | US32US | R&B27R&B |

|                       | DE    | AT    | CH    | UK    | US      | R&B       |
| --------------------- | ----- | ----- | ----- | ----- | ------- | --------- |
| Nummer-eins-Singles   | DE—DE | AT—AT | CH—CH | UK—UK | US—US   | R&B—R&B   |
| Top-10-Singles        | DE—DE | AT—AT | CH—CH | UK—UK | US2US   | R&B5R&B   |
| Singles in den Charts | DE—DE | AT1AT | CH1CH | UK3UK | US111US | R&B140R&B |

### Auszeichnungen für Musikverkäufe
| Goldene Schallplatte - Australien - 2021: für das Lied Tragic - Brasilien - 2024: für die Single Need It - Kanada - 2021: für das Lied WusYaName - Neuseeland - 2022: für das Lied WusYaName - 2025: für das Album AI YoungBoy 2 - Polen - 2023: für die Single Bandit - Vereinigte Staaten - 2019: für das Lied GG - 2019: für das Lied Astronaut Kid - 2020: für das Lied Murda - 2020: für das Lied No. 9 - 2020: für das Lied Show Me Your Love - 2020: für das Lied Survivor - 2020: für das Lied Slime Mentality - 2021: für das Lied Ten Talk - 2021: für das Lied War With Us - 2021: für das Lied Gravity - 2021: für das Lied Can’t Be Saved - 2021: für das Lied Beam Effect - 2021: für das Lied Demon Seed - 2021: für das Lied Head On - 2021: für das Lied Nobody Hold Me - 2021: für das Lied Dope Lamp - 2021: für das Lied This For The - 2022: für das Lied Gang Shit - 2022: für das Lied Head Blown - 2022: für das Lied I Don’t Know - 2022: für das Lied Play Wit Us - 2022: für das Lied Rebels’ Kick It - 2022: für das Lied Seeming Like It - 2022: für das Lied Sky Cry - 2022: für das Lied Where The Love At - 2022: für das Lied Free Time - 2022: für das Lied Trap House - 2022: für das Lied Traumatized - 2022: für das Lied Sticks With Me - 2022: für das Lied Ai Nash - 2022: für das Lied Green Dot - 2022: für das Lied Gangsta Fever - 2022: für das Lied Akbar - 2022: für das Lied How I Been - 2023: für das Lied Outta Here Safe - 2023: für das Lied Hood Melody - 2023: für das Lied Worth It | Platin-Schallplatte - Australien - 2020: für die Single Bandit - Brasilien - 2024: für die Single Bandit - Dänemark - 2025: für die Single Bandit - Kanada - 2022: für das Lied Beast Mode - 2022: für das Lied Tragic - Portugal - 2021: für die Single Bandit - Vereinigte Staaten - 2019: für das Lied Graffiti - 2020: für das Lied Cross Me - 2021: für das Lied We Poppin - 2021: für das Lied You The One - 2021: für das Lied I Came Thru - 2021: für das Lied No Mentions - 2021: für das Lied No Love - 2021: für das Lied Ranada - 2021: für das Lied Drawing Symbols - 2021: für das Lied House Arrest Tingz - 2023: für das Lied Love Is Poison 2× Platin-Schallplatte - Neuseeland - 2025: für die Single Bandit - Vereinigte Staaten - 2023: für das Lied Through the Storm |

Anmerkung: Auszeichnungen in Ländern aus den Charttabellen bzw. Chartboxen sind in ebendiesen zu finden.
| Land/RegionAuszeichnungen für Musikverkäufe (Land/Region, Auszeichnungen, Verkäufe, Quellen) | Silber     | Gold       | Platin       | Verkäufe    | Quellen              |
| -------------------------------------------------------------------------------------------- | ---------- | ---------- | ------------ | ----------- | -------------------- |
| Australien (ARIA)                                                                            | —          | Gold1      | Platin1      | 105.000     | aria.com.au          |
| Brasilien (PMB)                                                                              | —          | Gold1      | Platin1      | 60.000      | pro-musicabr.org.br  |
| Dänemark (IFPI)                                                                              | —          | —          | Platin1      | 90.000      | ifpi.dk              |
| Deutschland (BVMI)                                                                           | —          | Gold1      | —            | 200.000     | musikindustrie.de    |
| Kanada (MC)                                                                                  | —          | Gold1      | 2× Platin2   | 200.000     | musiccanada.com      |
| Neuseeland (RMNZ)                                                                            | —          | 2× Gold2   | 2× Platin2   | 82.500      | radioscope.co.nz NZ2 |
| Polen (ZPAV)                                                                                 | —          | Gold1      | —            | 25.000      | olis.pl              |
| Portugal (AFP)                                                                               | —          | —          | Platin1      | 10.000      | Einzelnachweise      |
| Vereinigte Staaten (RIAA)                                                                    | —          | 70× Gold70 | 74× Platin74 | 109.000.000 | riaa.com             |
| Vereinigtes Königreich (BPI)                                                                 | 3× Silber3 | —          | Platin1      | 1.200.000   | bpi.co.uk            |
| Insgesamt                                                                                    | 3× Silber3 | 77× Gold77 | 83× Platin83 |             |                      |